# Temporada 1976-77 de los Phoenix Suns
La temporada 1976-77 fue la novena de los Phoenix Suns en la NBA. La temporada regular acabó con 34 victorias y 48 derrotas, ocupando el décimo puesto de la Conferencia Oeste, no logrando clasificarse para los playoffs.

## Elecciones en elDraft
| Ronda | Puesto | Jugador     | Posición  | Nacionalidad   | Universidad |
| ----- | ------ | ----------- | --------- | -------------- | ----------- |
| 1     | 10     | Ron Lee     | Base      | Estados Unidos | Oregon      |
| 2     | 30     | Al Fleming  | Alero     | Estados Unidos | Arizona     |
| 2     | 33     | Butch Feher | Escolta   | Estados Unidos | Vanderbilt  |
| 3     | 45     | Ira Terrell | Ala-Pívot | Estados Unidos | SMU         |

## Temporada regular
| División Pacífico        | División Pacífico | División Pacífico | División Pacífico | División Pacífico | División Pacífico | División Pacífico | División Pacífico | División Pacífico |
| Equipo                   | G                 | P                 | %                 | PD                | Casa              | Fuera             | Div               |                   |
| ------------------------ | ----------------- | ----------------- | ----------------- | ----------------- | ----------------- | ----------------- | ----------------- | ----------------- |
| y-Los Angeles Lakers     | 53                | 29                | .646              | –                 | 37–4              | 16–25             | 11–5              |                   |
| x-Portland Trail Blazers | 49                | 33                | .598              | 4                 | 35–6              | 14–27             | 10–6              |                   |
| x-Golden State Warriors  | 46                | 36                | .561              | 7                 | 29–12             | 17–24             | 8–8               |                   |
| Seattle SuperSonics      | 40                | 42                | .488              | 13                | 27–14             | 13–28             | 6–10              |                   |
| Phoenix Suns             | 34                | 48                | .415              | 19                | 26–15             | 8–33              | 5–11              |                   |

## Estadísticas
| Rk | Jugador          | Edad | P  | PT | MP   | TC  | TCI  | %TC  | TL  | TLI | %TL  | RO  | RD  | RT  | AS  | RB  | TAP | BP | FP  | PTS  |
| -- | ---------------- | ---- | -- | -- | ---- | --- | ---- | ---- | --- | --- | ---- | --- | --- | --- | --- | --- | --- | -- | --- | ---- |
| 1  | Paul Westphal    | 26   | 81 |    | 32.1 | 8.4 | 16.3 | .518 | 4.5 | 5.4 | .825 | 0.7 | 1.6 | 2.3 | 5.7 | 1.7 | 0.3 |    | 2.1 | 21.3 |
| 2  | Alvan Adams      | 22   | 72 |    | 31.6 | 7.3 | 15.3 | .474 | 3.5 | 4.6 | .754 | 2.5 | 6.6 | 9.1 | 4.5 | 1.3 | 1.2 |    | 3.6 | 18.0 |
| 3  | Curtis Perry     | 28   | 44 |    | 31.6 | 4.1 | 9.4  | .432 | 2.5 | 3.2 | .789 | 3.4 | 5.6 | 9.0 | 1.8 | 1.1 | 0.6 |    | 3.7 | 10.7 |
| 4  | Gar Heard        | 28   | 46 |    | 29.6 | 3.8 | 9.9  | .379 | 2.2 | 3.0 | .725 | 2.6 | 7.0 | 9.6 | 1.9 | 1.2 | 1.2 |    | 3.0 | 9.7  |
| 5  | Ricky Sobers     | 24   | 79 |    | 25.4 | 5.2 | 10.6 | .496 | 3.1 | 3.7 | .841 | 1.0 | 1.9 | 3.0 | 3.0 | 1.2 | 0.2 |    | 3.3 | 13.6 |
| 6  | Dennis Awtrey    | 28   | 72 |    | 24.4 | 2.2 | 5.2  | .429 | 1.3 | 1.8 | .722 | 1.5 | 3.4 | 4.9 | 2.5 | 0.3 | 0.4 |    | 2.4 | 5.7  |
| 7  | Ron Lee          | 24   | 82 |    | 22.5 | 4.2 | 9.6  | .441 | 1.7 | 2.6 | .676 | 1.2 | 2.4 | 3.6 | 3.2 | 1.9 | 0.4 |    | 3.4 | 10.2 |
| 8  | Ira Terrell      | 22   | 78 |    | 22.4 | 3.6 | 7.0  | .508 | 1.4 | 2.3 | .631 | 1.3 | 3.7 | 5.0 | 1.3 | 0.5 | 0.6 |    | 2.1 | 8.5  |
| 9  | Dick Van Arsdale | 33   | 78 |    | 19.7 | 2.9 | 6.4  | .456 | 1.9 | 2.1 | .873 | 0.4 | 1.1 | 1.5 | 1.5 | 0.4 | 0.1 |    | 1.2 | 7.7  |
| 10 | Keith Erickson   | 32   | 50 |    | 19.0 | 2.8 | 5.9  | .483 | 0.7 | 1.0 | .740 | 0.7 | 2.2 | 2.9 | 2.1 | 0.6 | 0.1 |    | 2.4 | 6.4  |
| 11 | Tom Van Arsdale  | 33   | 77 |    | 18.5 | 2.2 | 5.1  | .433 | 1.3 | 1.9 | .703 | 0.6 | 1.8 | 2.4 | 0.9 | 0.3 | 0.0 |    | 2.1 | 5.8  |
| 12 | Butch Feher      | 22   | 48 |    | 10.1 | 1.8 | 3.4  | .531 | 1.6 | 2.1 | .768 | 0.4 | 1.2 | 1.5 | 0.8 | 0.2 | 0.1 |    | 1.0 | 5.2  |
| 13 | Dale Schlueter   | 31   | 39 |    | 8.6  | 0.7 | 1.8  | .361 | 0.5 | 0.8 | .581 | 0.8 | 1.3 | 2.1 | 1.0 | 0.2 | 0.2 |    | 1.6 | 1.8  |

## Galardones y récords
| Jugador       | Galardón                            |
| Paul Westphal | Mejor quinteto de la NBA All-Star   |
| Ron Lee       | Mejor quinteto de rookies de la NBA |